# R-29RM
R-29RM (Kod NATO: SS-N-23 Skiff) – radziecki i rosyjski trzystopniowy pocisk balistyczny dalekiego zasięgu SLBM systemu D-9RM, na paliwo ciekłe. R-29RM może przenosić cztery głowice MIRV na odległość 8300 km, trwają jednak prace nad umożliwieniem mu przenoszenia 10 głowic MIRV o mocy 100 kiloton każda. R-29RM przenoszone są przez okręty podwodne projektu 667BDRM

## Konstrukcja
Prace nad ulepszoną wersją systemu D-29R, D-29RM z międzykontynentalnym pociskiem R-29RM rozpoczęły się w 1979 roku. Silniki wszystkich trzech stopni zanurzone są w zbiornikach paliwa ciekłego. W odróżnieniu od pocisków R-29 oraz R-29R silnik trzeciego stopnia R-29RM, obok komory głównej, posiada cztery dodatkowe sterujące komory spalania. Dodatkową znaczącym usprawnieniem pocisku jest integracja systemu napędowego trzeciego stopnia z systemem napędowym post-bustera. Obydwa te systemu używają wspólnego zbiornika paliwa. Post-buster R-29RM został skonstruowany do przenoszenia 4 do 10 głowic MIRV, umieszczonych w wewnętrznym wgłębieniu zbiornika paliwa drugiego stopnia. Głowice te przechodzą następnie po bokach trzeciego stopnia napędowego. Średnica kadłuba pocisku zwiększa się z 1,8 metra do 1,9 metra, co pozwoliło na zwiększenie ilości paliwa, bez zwiększenia długości pocisku. Waga pocisku uległa zwiększeniu z 35,8 t w R-29R do 40,3 t w R-29RM, podobnie jak dopuszczalny ładunek z 1650 kg do 2800 kg oraz zasięg z 8000 do 8300 km.
Testy pocisku rozpoczęły się w czerwcu 1983 roku seria startów z pływającej platformy testowej, kontynuowane były następnie szesnastoma startami z wyrzutni lądowej. Kolejny etap obejmował końcowe powtórki oraz próby morskie. System rakietowy D-29RM dopuszczony został do służby w 1986 r. Pociski te odpalane mogą być z powierzchni, jak również z zanurzonego okrętu, w tym ostatnim przypadku wyrzutnie są zalewane wodą przed startem.
System D-29RM został rozmieszczony na siedmiu okrętach podwodnych projektu 667BDRM, przenoszących po 16 pocisków R-29RM każdy. Pociski z 10 głowicami MIRV nie zostały nigdy rozmieszczone.
System przeszedł modernizację w 1988 roku. W trakcie modernizacji pociski zostały wyposażone w ulepszone głowice, przeprowadzono także modyfikacje umożliwiające lot po spłaszczonej trajektorii oraz start pocisku z wysokich szerokości geograficznych. Zwiększona została także odporność głowic na efekty eksplozji jądrowych.
We wrześniu 1999 roku rząd Rosji podjął decyzję o wznowieniu produkcji pocisków R-29RM, która została uprzednio przerwana w 1998 roku. W 2010 roku R-29RM zostały zastąpione przez nowe pociski oznaczone R-29RMU (RSM-54 Siniewa), które zostały przekazane na wyposażenie okrętów 667BDRM.